# Torano
Torano, auch Torano di Carrara genannt, ist ein kleiner Ort, der zur Stadt Carrara und zur Provinz Massa-Carrara in der Toskana, Italien, gehört. Der Ort ist etwa 2,5 Kilometer von Carrara entfernt und liegt nördlich vom Hauptort an einem Ausläufer des Berges Monte Sagro.

## Name
Der Ort bezieht seinen Namen aus dem lateinischen (bos taurus) bzw. italienischen Wort (toro) für das männliche Hausrind (Stier), das auch im antiken Wappen des Ortes abgebildet ist. Stiere wurden damals für den Abtransport des Marmors eingesetzt.

## Geschichte
Torano entstand wahrscheinlich in vorrömischer Zeit Erstmals schriftlich erwähnt wurde der Ort 1141.
Auf dem Friedhof von Torano befinden sich zahlreiche Skulpturen aus Carrara-Marmor. Die Kirche Santa Maria Assunta entstand am Ende des 16. Jahrhunderts als Santa Maria degli abbandonati und wurde am 8. Mai 1599 zur Parochialkirche ernannt. Den heutigen Namen erhielt die Kirche am Anfang des 19. Jahrhunderts. Eine weitere Kirche im Ort ist das Oratorio dei Santi Quattro Coronati. Möglicherweise steht der Kirchenname in Verbindung mit den vier Schutzpatronen der Steinmetze, die Quatuor coronati genannt werden.

## Steinbruchgebiet
Nach diesem Ort ist ein großes Steinbruchgebiet von Carrara benannt, das Bacino di Torano. Dort gibt es zirka 30 aktive Steinbrüche, in denen der Statuario (weiß-gelbliches Bildhauermaterial), Statuario Venato (grau-weißes Bildhauermaterial), Calacatta, Cremo, Ordinario und Arabescato gebrochen wird.
Im Talbecken von Torano befindet sich der Polvaccio-Steinbruch, aus dem Michelangelo einige seiner Steinblöcke gewann und der heute als Cava-Michelangelo bezeichnet wird.
In Torano gab es eine Verladestation für Rohblöcke aus Carrara-Marmor, die von der Carrara-Marmorbahn bedient wurden, die von August 1876 bis zu ihrem Ende im Februar 1969 betrieben wurde. Nach dem Betriebsende erfolgte der Marmor-Transport mit LKWs.